# Raid d'Akto
Le raid d'Akto est une opération des forces de police chinoises contre un camp paramilitaire du Xinjiang suspecté d'être un site d'entraînement des combattants du Parti islamique du Turkestan. Le raid s'est déroulé le 5 janvier 2007 au sud de Kashgar, district d'Akto, près des frontières afghane et kirghize. À l'issue de l'opération, un porte-parole du bureau de sécurité publique du Xinjiang annonça que 18 terroristes avaient été tués, 17 capturés et qu'un nombre indéterminé avait pris la fuite. Un agent chinois, Huang Qiang, fut tué au combat et un autre blessé. La police saisit sur le site des grenades, des fusils et des bombes artisanales,.
À l'étranger, les dirigeants des mouvements ouïghours en exil s'interrogèrent sur les motifs du raid, et l'activiste ouïghoure des droits de l'homme Rebiya Kadeer demanda une enquête indépendante de l'ONU. Alim Seytoff, président exécutif du congrès mondial des Ouïghours, demanda au gouvernement chinois de fournir des preuves sur les liens supposés entre les activités du camp et des activités terroristes. En réponse, le sous-commandant des forces anti-terroristes du Xinjiang réaffirma la nature terroriste du camp,.